# Ветлиц, Сергей Александрович
Сергей Александрович Ветлиц (1889 — 7 августа 1983, Огаста) — русский офицер, участник Первой мировой войны, Георгиевский кавалер, участник Белого движения на Юге России, корнет.

## Биография
Происходил из старинного дворянского рода Тверской губернии. Сын отставного капитана Александра Павловича Ветлица (1840—1912) и жены его Ольги Алексеевны Чаплиной. Старшие братья Александр (1883—1977) и Евгений (1886—1921) — офицеры, участники Белого движения.
В Первую мировую войну — младший фейерверкер Отдельного артиллерийского дивизиона. Награждён Георгиевским крестом 2-й степени
За то, что в бою 18 апреля 1915 года под г. Мариамполем, под сильным неприятельским огнем, наблюдал за противником и обнаружил местонахождение неприятельской батареи, точно указал ее место, чем дал возможность привести ее к молчанию, результатом чего было продвижение нашей пехоты вперед по открытой местности, почти без потерь.
и повторно
За то, что во время боев 29 апреля 1915 года у р. Дубиссы, находился на передовом наблюдательном пункте, помещавшемся в д. Борово. Противник, обнаружив наблюдательный пункт, стал обстреливать его из тяжелых орудий и разрушил таковой, тогда он самоотверженно вошел в дом и вынес оставшуюся там телефонную станцию и зрительную трубу Цейсса со всеми принадлежностями. Станция была немедленно им присоединена к телефонному проводу, благодаря чему офицер наблюдатель продолжал вести огонь своих орудий, прикрывая переправу нашей пехоты.
В Гражданскую войну участвовал в Белом движении на Юге России, в Русской армии — старший урядник Черноморского конного дивизиона. Награждён орденом Св. Николая Чудотворца
За то, что в бою 17 июля 1920 года под с. Жеребец, будучи начальником разъезда, атаковал во фланг кавалерию красных, обратил ее в бегство, после чего ворвался с тыла на артиллерийскую позицию, бросился на пулемет, открывший сильный огонь по его разъезду, захватил его, а затем кинулся на орудие, перебил его прислугу и захватил его в плен в полной боевой готовности.
Позднее в том же году — корнет, прикомандированный к Марковскому конному дивизиону. Эвакуировался из Крыма на корабле «Аю-Даг». На 18 декабря 1920 года — в 1-м эскадроне того же дивизиона в Галлиполи.
В эмиграции в Югославии. В годы Второй мировой войны служил в Русском корпусе, в 1-й роте 2-го полка. В 1952 году переехал в США. Состоял членом Общества галлиполийцев в США и председателем Ричмондского отдела Союза чинов Русского корпуса. Умер в 1983 году в Огасте.

## Награды
- Георгиевский крест 2-й ст. (№ 7556)
- Георгиевский крест 2-й ст. (повторно, № 7597)
- Орден Святителя Николая Чудотворца (Приказ Главнокомандующего № 3705, 7/20 октября 1920)